# Tabun (singolo)
Tabun (たぶん? lett. "Forse") è il quarto singolo del duo giapponese Yoasobi. È stato pubblicato il 20 luglio 2020 ed è basato sul romanzo Tabun (たぶん?) di Shinano (しなの?).